# Brusque Futebol Clube
Maillots
Actualités
Le Brusque Futebol Clube est un club brésilien de football basé à Brusque dans l'État de Santa Catarina.

## Palmarès
- Championnat de l'État de Santa Catarina :
  - Vainqueur : 1992

- Coupe de Santa Catarina (3 - record) :
  - Vainqueur : 1992, 2008 et 2010